# 卡巴萊

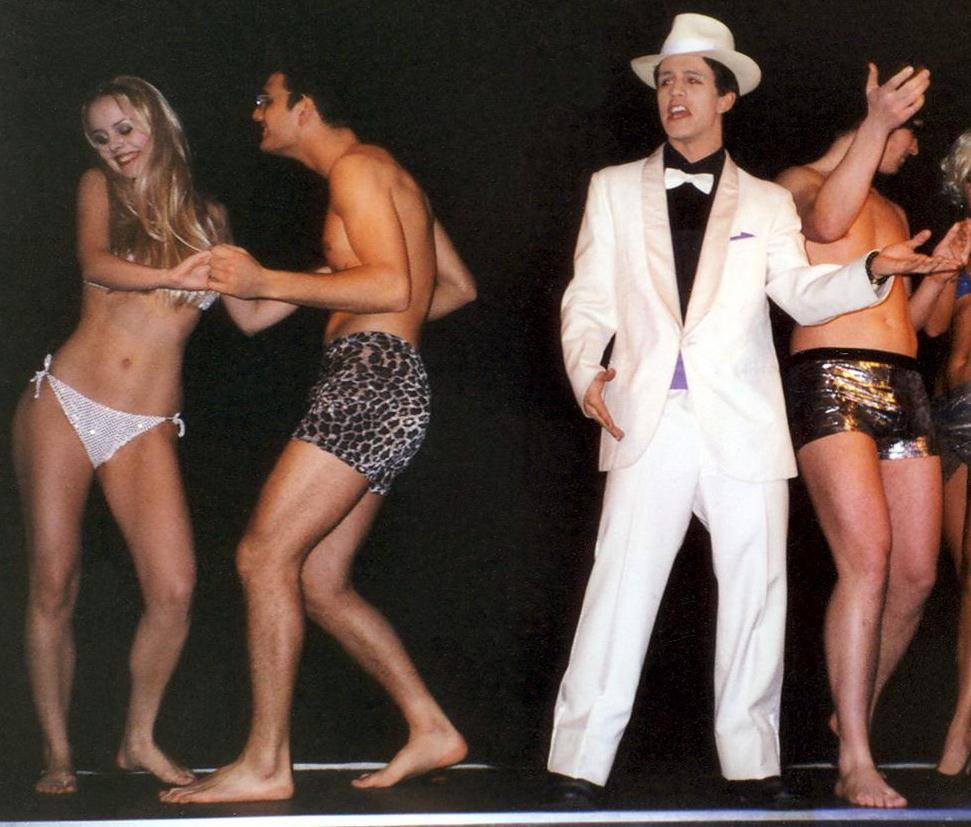
海倫娜·馬特森, Donnie S. Ciurea, Patrik Hont and Magnus Sellén do "Havana for a Night" in the cabaret A Little Tribute Westward at the Blue Moon Bar in Stockholm, Sweden, in 2003 (photo from: F.U.S.I.A.).

卡巴萊（法語：Cabaret，法語發音：[kabaʁɛ] ⓘ）是一種具有喜劇、歌曲、舞蹈及話劇等元素的娛樂表演，盛行於歐洲。表演場地主要為設有舞台的餐廳或夜總會，觀眾圍繞著餐臺進食著觀看表演。此類表演場地本身也可稱為卡巴萊。
卡巴萊起源於1880年代的法國，其後又有同類表演在德國柏林進行。卡巴萊是一種簡單及直接的表演方式，以簡單的佈景及服裝，純以歌曲把故事向觀眾表演。

## 著名卡巴萊
始於1889年的紅磨坊，位於法國巴黎十八區蒙馬特，以上演其著名的法國「康康舞」聞名世界。

## 資料來源
- 以卡巴萊歌曲帶領聽眾進入廿年代的柏林 香港電台